# Corian

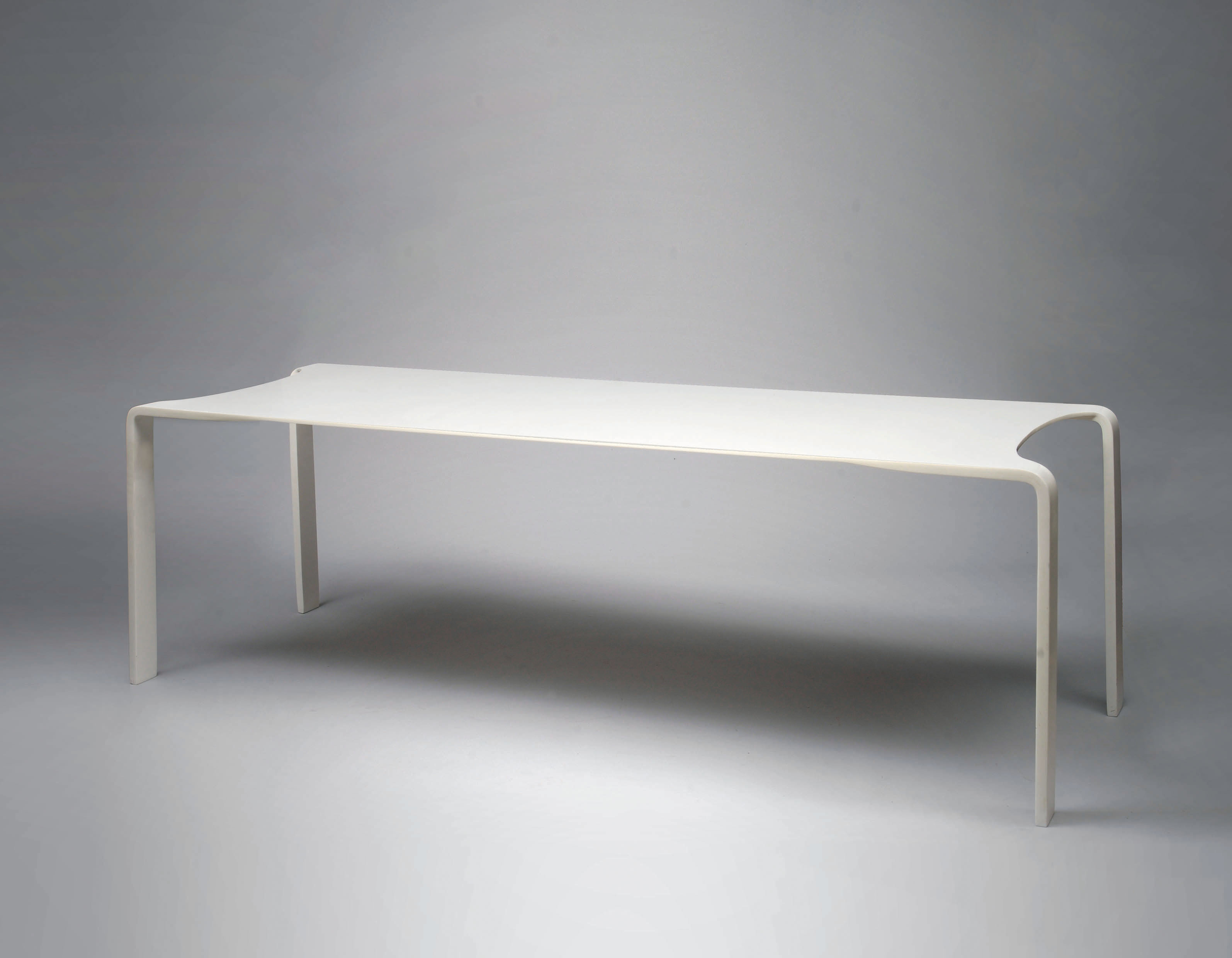
Mesa fabricada en Corian©

El Corian es un material sintético para superficies sólidas desarrollado por la firma Dupont. Compuesto por 1/3 de resina acrílica (PMMA) y 2/3 de hidróxido de aluminio (trihidrato de aluminio), este material se caracteriza por ser resistente y termoformable. Se utiliza en numerosos ámbitos, destacando su uso en baños, cocinas, fachadas, equipamiento hospitalario y piezas de mobiliario general. Su capacidad traslúcida, la facilidad de modelado y la posibilidad de realizar diseños sin juntas aparentes lo han convertido en material de experimentación en numerosas obras de diseño vanguardista, siendo su bajo precio una de sus mayores ventajas.

## Desarrollo
La primera formulación del producto se remonta a 1961, obra de los científicos de Dupont Don Slocum y George Mann. Inicialmente se empleó resina acrílica y carbonato cálcico. El material se comercializa como "Corian" en 1967, y dos años después comienza la producción en serie de planchas en la fábrica de DuPont’s Yerke, en Búfalo.
En 1970 se cambia la formulación del producto a su estado actual: Ray Duggin introduce el trihidrato de aluminio en sustitución del carbonato cálcico inicial. Esta modificación hace el material más resistente a los ácidos, y le otorga traslucidez.
En 1974 se fabrican los primeros objetos moldeados, y en 1981 aparecen los adhesivos de junta invisible. En 2004 se realiza la primera impresión de imágenes en color embebidas en el material. En 2007 la paleta de colores disponibles alcanza el centenar.

## Fabricación
El producto se fabrica tanto en planchas como en piezas preformadas. En las primeras la mezcla de trihidrato de aluminio y resina se vierte sobre una cinta móvil de acero que atraviesa un túnel de enfriado. Una vez fría la mezcla se recortan los bordes de la lámina en anchos estandarizados de 760 y 930 mm, y transversalmente en longitudes de 2490 y 3680 mm. Los grosores comunes son 6 y 12 mm.
Las piezas preformadas se vierten en moldes.

## Propiedades

### Ventajas
Las cualidades más destacadas de este material son su facilidad de moldeo, la eliminación de juntas aparentes, y su capacidad traslúcida.
- Es duro y resistente a la abrasión.[6]

- Es apto para exteriores y no se ve afectado por la Radiación ultravioleta.

- Las piezas de Corian se unen con adhesivos especiales de dos componentes que eliminan las juntas,[7] permitiendo obtener objetos arbitrariamente grandes de apariencia continua.

- No es poroso, por lo que resiste bien las manchas y es fácil de lavar. debido esta característica y a la inexistencia de juntas; aspectos que facilitan la limpieza y dificultan el crecimiento de gérmenes, es un material indicado para entornos de asepsia rigurosa, como los quirófanos.[2][8]

- Los desperfectos leves se pueden eliminar por frotamiento con limpiadores abrasivos o por lijado,[9] y los graves pueden repararse de modo local.[6] Al ser un material homogéneo, las superficies de Corian pueden restaurarse mediante un lijado general,[9] de modo análogo a como se realizaría en madera.

- Es inerte, y en caso de incendio los gases de su combustión no son tóxicos.[6]

- Puede trabajarse con herramientas de carpintería, y admite bajorrelieves.[6]

- Es traslúcido. Esto permite su uso en lámparas, así como utilizaciones más novedosas como la impresión de motivos retroiluminados en el material.[10]

- Para su proceso de pos formación se somete a una temperatura mínima de 170 °C, mínimo por 18 minutos.

- Es totalmente impermeable, lo que lo hace ideal para uso en hospitales, laboratorios, baños, áreas quirúrgicas; entre otros sitios que requieren 100 % de higiene.

### Desventajas
- Fundamentalmente el peso, ya que es más pesado que otros materiales alternativos.[4]

- Es susceptible a la deformación ante elementos muy calientes[2] (se afirma que resiste hasta los 205 °C).[11]

- Tiene relativa facilidad para rayarse; siendo su dureza equivalente a la de una madera dura e inferior a la del granito y otros compuestos sintéticos.[4]

- Es sensible a algunos productos químicos como la acetona y ciertos disolventes.[9]